# Andrés Duarte
Andrés Duarte Villamayor (Asunción, 4 febbraio 1972) è un ex calciatore paraguaiano, di ruolo difensore.

## Biografia
Anche suo figlio Alexis ha seguito la carriera da calciatore.

## Palmarès

### Competizioni nazionali
- Campionato paraguaiano: 2

Cerro Porteño: 1990, 1992